# Klocikî, Narodîci
Klocikî (în ucraineană Клочки) este un sat în comuna Norînți din raionul Narodîci, regiunea Jîtomîr, Ucraina.

## Demografie
Componența lingvistică a localității Klocikî
     Ucraineană (97,98%)
     Rusă (1,01%)
     Belarusă (1,01%)
Conform recensământului din 2001, majoritatea populației localității Klocikî era vorbitoare de ucraineană (97,98%), existând în minoritate și vorbitori de rusă (1,01%) și belarusă (1,01%).